# Іст-Брукфілд (Массачусетс)
Іст-Брукфілд (англ. East Brookfield) — місто (англ. town) в США, в окрузі Вустер штату Массачусетс. Населення — 2224 особи (2020).

## Демографія
Згідно з переписом 2010 року, у місті мешкали 2183 особи в 828 домогосподарствах у складі 613 родин. Було 931 помешкання
Расовий склад населення:
| - 97,2 % — білих - 0,5 % — чорних або афроамериканців - 0,3 % — азіатів - 0,2 % — корінних американців |

До двох чи більше рас належало 1,5 %. Частка іспаномовних становила 2,3 % від усіх жителів.
За віковим діапазоном населення розподілялося таким чином: 22,5 % — особи молодші 18 років, 63,4 % — особи у віці 18—64 років, 14,1 % — особи у віці 65 років та старші. Медіана віку мешканця становила 41,7 року. На 100 осіб жіночої статі у місті припадало 102,9 чоловіків;  на 100 жінок у віці від 18 років та старших — 101,3 чоловіків також старших 18 років.
Середній дохід на одне домашнє господарство  становив 93 723 долари США (медіана — 80 234), а середній дохід на одну сім'ю — 112 886 доларів (медіана — 88 365). Медіана доходів становила 70 048 доларів для чоловіків та 44 833 долари для жінок. За межею бідності перебувало 4,8 % осіб, у тому числі 5,6 % дітей у віці до 18 років та 3,2 % осіб у віці 65 років та старших.
Цивільне працевлаштоване населення становило 1275 осіб. Основні галузі зайнятості: освіта, охорона здоров'я та соціальна допомога — 24,5 %, виробництво — 11,6 %, роздрібна торгівля — 11,0 %.